# Green Chemistry
Green Chemistry è una rivista scientifica peer-review con uscita mensile che si occupa di ogni aspetto della chimica sostenibile e la sua implementazione in ingegneria chimica. Viene pubblicato dalla Royal Society of Chemistry e fondato da James Clark (University of York) nel 1999. Gli articoli pubblicati in questa rivista sono concettualmente accessibili ad un vasto pubblico.
Secondo il Journal Citation Reports, la rivista ha nel 2018 un impact factor di 9.405.

## Finalità
Questa rivista tratta argomenti relativi alla riduzione dell'impatto ambientale delle sostanze chimiche e dei combustibili sviluppando tecnologie alternative e sostenibili non tossiche per gli esseri viventi e l'ambiente, tra cui:
- Metodi di produzione, formulazioni e sistemi di distribuzione migliorati, tra questi in particolare i solventi
- L'uso di risorse sostenibili
- Alternative biotecnologiche
- Ingegneria di processo che rispetta l'ambiente

## Tipi di articoli
- Articoli di ricerca (che contengono lavori scientifici originali che non sono stati pubblicati in precedenza)
- Comunicazioni (lavoro scientifico originale di natura urgente e che non è stato pubblicato in precedenza)
- Novità Green Chemistry (una sezione in stile rivista-magazine di facile lettura)